# Riojasuchus
Riojasuchus là một chi archosauria thuộc họ Ornithosuchidae sống vào thời kỳ Trias muộn. Mẫu gốc PVL 3827 được tìm thấy tại thành hệ Los Colorados.